# Crédito tributário
No direito tributário  brasileiro, crédito tributário representa o direito de crédito da Fazenda Pública, já devidamente apurado por procedimento administrativo denominado lançamento e, portanto, dotado de certeza, liquidez e exigibilidade, estabelecendo um vínculo jurídico que obriga o contribuinte ou responsável (sujeito passivo) a pagar o tributo ao sujeito ativo (Estado ou ente parafiscal).
O crédito tributário decorre da ocorrência da obrigação tributária principal. Para que o Estado possa exigir o crédito tributário, é necessário que ocorra o fato gerador, e que o Estado individualize e quantifique o valor a ser pago, com o lançamento. Observa-se que o lançamento é um passo essencial para a constituição do crédito tributário.
O crédito tributário não participa do concurso de credores ( ex: inventários e outros), ressaltando ainda que ele possui privilégios ( regalias) e preferências.
Como por exemplo se a Fazenda Pública estiver defendendo um crédito qualquer que posteriormente é colocada pelo magistrado a participar do concurso de credores, percebe-se que a situação será procedente, pois todos poderão participar do concurso de credores uma vez que todos são iguais perante a lei; pois afinal o privilégio é apenas do crédito e não da pessoa jurídica.

## Constituição
A constituição de um crédito tributário faz-se por lançamento. No direito brasileiro, o lançamento, definido pelo artigo 142 do Código Tributário Nacional, engloba cinco operações: verificação da ocorrência do fato gerador; identificação da base de cálculo; cálculo do montante devido com a aplicação da alíquota; identificação do sujeito passivo, e, se for o caso, aplicar penalidade por infração.
A constituição e exigência do crédito tributário, quando formalizadas em auto de infração, é competência de Auditor Fiscal da Receita Federal do Brasil e deve ser instruído com todos os termos, depoimentos, laudos e demais elementos de prova indispensáveis à comprovação do ilícito.
O lançamento é ato administrativo que independe da coadjuvação do contribuinte e deve ser feito pela autoridade administrativa, por isso não se pode caracterizá-lo como "processo" administrativo, uma vez que não há duas partes e é uma sistemática estanque. Ao judiciário, cabe anular lançamentos errôneos, não podendo, substituí-lo. Toda essa atividade é vinculada, ou seja, inteiramente determinada em lei, e a não execução enseja responsabilidade funcional. 
A notificação do contribuinte é obrigatória; só a partir dela o crédito passa a ser exigível. Pela notificação se completa o processo, podendo ser feita de diferentes formas: pessoalmente, via postal, telegráfica, em endereço eletrônico ou por qualquer meio com prova de recebimento.
Há três modalidades de lançamento: o lançamento direto ou de ofício, o lançamento misto ou por declaração e o lançamento por homologação. A escolha da modalidade é feita pela lei que institui o tributo.
Cabe mencionar, que de forma excepcional, o STJ consolidou entendimento de que o depósito judicial constitui o crédito tributário, tornando desnecessário o lançamento, não havendo que se falar em decadência. Precedentes: REsp 1.140.9569; REsp 961.049; REsp 1.008.788; REsp 822.032.

## Suspensão do crédito tributário
A suspensão do crédito tributário é a paralisação temporária de sua exigibilidade, por meio de norma tributária.
No direito brasileiro, de acordo com o Art.151 do CTN, as modalidades de suspensão admitidas são: 
- moratória;
- o depósito do montante integral;
- as reclamações e os recursos administrativos;
- a concessão de medida liminar em mandado de segurança;
- a concessão de medida liminar ou de tutela antecipada, em outras espécies de ação judicial;
- o parcelamento.

Moratória: é a postergação do prazo para pagamento do tributo devido, pode ser concedido de modo geral ou individual. Ela sempre dependerá de lei para a sua concessão. Esse benefício, salvo se a lei dispor de modo contrário, somente pode ser concedido se o crédito já fora constituído ou se o lançamento foi iniciado. A competência para concedê-la, em regra, é da pessoa jurídica de direito público competente para instituir o tributo. Para alguns doutrinadores a União poderá conceder moratória sobre qualquer tributo em caso de guerra externa.
O artigo 152 classifica a moratória em: 
a) Geral: aquela concedida por lei, sem necessidade de despacho da autoridade administrativa.
b) Individual: benefício cujo direito ao favor será reconhecido por despacho da autoridade administrativa, desde que autorizada por lei.
Depósito do montante integral: Visa interromper atos de cobrança do Fisco, enquanto o crédito ainda está em discussão. O depósito pode ser anterior ou posterior à constituição do crédito tributário. É uma faculdade (e não uma obrigação) concedida ao contribuinte, e não é condição para recurso na esfera administrativa e nem requisito para ingresso de ação judicial
Reclamações e recursos administrativos: impede a formação definitiva do crédito tributário. Importante lembrar que o STF julgou inconstitucional a exigência de depósito prévio nos recursos administrativos.
Concessão de medida liminar em mandado de segurança: pode ser repressivo ou suspensivo. A suspensão ocorre com a liminar, não com a sentença transitada em julgado. Com a liminar a fazenda pública fica impedida de ajuizar a execução. 
Concessão de medida liminar ou de tutela antecipada: não importa a modalidade de ação ajuizada, com a concessão da liminar ou mesmo da antecipação de tutela, evita que o sujeito passivo arque com o ônus tributário antes que seja apreciado o mérito e a sentença tenha transitado em julgado.
Parcelamento: a Lei Complementar nº 104/2001 incluiu o parcelamento entre as hipóteses de suspensão. Será concedido na forma e condições previstas em lei específica, aplicando subsidiariamente as regras da moratória.

## Extinção do crédito tributário
Extinção do crédito tributário é qualquer ato jurídico ou fato jurídico que faça desaparecer a obrigação respectiva. A extinção ocorre nas seguintes modalidades:
- pagamento do crédito tributário;
- compensação;
- transação;
- remissão;
- decadência;
- prescrição;
- pela conversão do depósito em renda;
- com a homologação do pagamento antecipado;
- com a consignação em pagamento;
- com a decisão administrativa favorável ao sujeito passivo de caráter irreformável;
- com a decisão judicial transitada em julgado;
- dação em pagamento em bens imóveis.

Pagamento: é a entrega do valor devido ao sujeito ativo da obrigação tributária.
Compensação: ocorre quando duas pessoas por serem, ao mesmo tempo, credoras e devedoras uma da outra podem extinguir suas obrigações pelo simples encontro de contas. O CTN (art. 170) prevê que a compensação deve estar prevista em lei; além disso, os créditos devem ser líquidos e certos, vencidos ou vincendos. 
Transação: Ocorrem concessões recíprocas entre o sujeito ativo (FISCO) e do sujeito passivo (contribuinte) da obrigação tributária para por fim a uma demanda. Também deve ser autorizada por lei.
Remissão: perdão total ou parcial do principal vencido. A remissão não é aplicada às penalidades por falta de pagamento desse crédito tributário. Logo, o contribuinte (sujeito passivo ou devedor) será dispensado de pagar o tributo vencido porém será obrigado a pagar a multa devida pela ausência de recolhimento do mesmo. 
Prescrição: Perda do direito da pretensão de exigibilidade. Prazo de 5 anos. Prazo em que a Fazenda Pública tem o direito de cobrar judicialmente o contribuinte.
Decadência: Perda do próprio direito. A Fazenda Pública não pode mais efetuar o lançamento tributário. Prazo de 5 anos.
Conversão do Depósito em Renda: Quando o contribuinte perde a ação o valor do depósito é convertido em favor da Fazenda Pública, independentemente de execução fiscal.
Pagamento Antecipado: Quando a fazenda homologa expressa ou tacitamente o pagamento antecipado pelo contribuinte. Ocorre nos lançamentos por homologação.
Consignação em pagamento: quando o sujeito da obrigação tributária se propõe a pagar e não está conseguindo. Ocorre sempre na esfera judicial, quando a Fazenda pública se recusa a receber o valor que o contribuinte propõe a pagar ou há dúvida a quem seria devido o tributo.
Decisão Administrativa irreformável: decisão proferida no âmbito dos processos administrativos fiscais (Decreto 70.235/1972). Faz coisa julgada contra o fisco.
Decisão Judicial Transitada em Julgado: O Poder Judiciário reconhece que o crédito tributário não é devido, não há recurso pela fazenda pública no prazo de lei e a sentença transita em julgado.  
Dação em pagamento de Bens Imóveis: forma de extinção do crédito tributário criada pela LC 104/01. O Contribuinte pode oferecer bens imóveis espontaneamente ao Fisco para liquidar seus créditos tributários.

## Exclusão do crédito tributário
A exclusão ocorre exclusivamente em caso de promulgação de lei que determina a não-exigibilidade do crédito tributário por parte do sujeito ativo (Estado). As modalidades de exclusão previstas são:
- isenção: é a dispensa do tributo devido. Ex.: isenção de imposto de renda.
- anistia: exclusão das penalidades e não do crédito tributário. Ex.: exclusão de juros e multas.

EXCLUSÃO DO CRÉDITO TRIBUTÁRIO – ISENÇÃO E ANISTIA
As causas de exclusão do crédito tributário são a isenção e a
anistia (Artigo. 175 do CTN). Deve-se interpretar a expressão exclusão 
do crédito no sentido de impedimento de sua constituição, sendo, 
portanto, exceção à regra estabelecida no artigo. 142, § único, do CTN, 
pela qual o lançamento é uma atividade administrativa de natureza 
vinculada e obrigatória, sob pena de responsabilidade funcional.
Na isenção e na anistia existe uma situação definida em lei como 
hipótese de incidência, o fato gerador ocorre, mas o crédito tributário 
não chega a se constituir pelo lançamento.
A exclusão do crédito
tributário não dispensa o cumprimento das obrigações acessórias 
dependentes da obrigação principal cujo crédito seja excluído.   
1. Isenção
No conceito clássico isenção
significa a dispensa do pagamento do tributo devido, uma vez que o fato
gerador ocorre, dá-se a incidência tributária, instaura-se a relação 
jurídica e existe obrigação tributária. Se há incidência, o tributo é 
devido, mas a lei dispensa o contribuinte do seu pagamento. Assim, o 
crédito tributário não se constitui, pois o lançamento não se efetiva 
por ser a isenção causa de exclusão do crédito tributário.   
1.1 Espécies de Isenção
1.1.1 Isenção pura e onerosa
Quanto à sua natureza, a isenção pode ser pura ou onerosa.
A isenção pura, ou simples, ou gratuita, ou unilateral, ou não 
contratual, ocorre quando é concedida sem que a lei exija 
contraprestação do contribuinte, ou seja, quando não lhe impõe qualquer 
condição para gozar do benefício fiscal, resultando, portanto, de mera 
liberalidade.
A isenção onerosa, condicionada, bilateral ou 
contratual, se dá quando a lei condiciona a sua concessão ao cumprimento
pelo contribuinte de determinadas condições, ou seja, tem caráter 
contratual prestacional. A isenção condicionada corresponde a expediente
comum de política fiscal utilizado pelo Estado visando a atrair a 
iniciativa privada para prestação de serviços que entende de natureza 
relevante, ou objetiva atrair indústrias a se localizarem em 
determinadas regiões.   
1.1.2 Isenção instantânea, a prazo certo e a prazo indeterminado.
No que se refere ao prazo, a isenção pode ser instantânea, a prazo certo e a prazo indeterminado.
A isenção instantânea é aquela que o contribuinte fica dispensado de 
pagar o tributo incidente sobre fato gerador simples, que ocorre em um 
dado momento no tempo, que pode ser isolado, e, assim, cada vez que a 
situação prevista na lei é realizada dá lugar à ocorrência de novo fato 
gerador, como por exemplo, a entrada de mercadoria no território 
nacional. Desse modo, a isenção instantânea perde seu efeito tão logo 
ocorra fato específico que a ditou, sendo, portanto, desnecessária a sua
revogação, pois as situações por ela amparadas já deixaram de existir.
A isenção a prazo certo caracteriza-se por vigorar por um dado prazo 
estabelecido em lei, pelo que seus efeitos cessam tão logo se esgote o 
prazo. O artigo. 178 do CTN reza que a isenção a prazo certo e onerosa 
não pode ser revogada durante a sua vigência.
Por sua vez, a 
isenção por prazo indeterminado é aquela que não tem no texto legal que a 
instituiu qualquer referência à limitação do tempo de sua eficácia, não 
significando, no entanto, que possa ser perpétua e que não possa ser 
irrevogada.   
1.1.3 Isenção ampla ou restrita
Levando-se em conta o campo de sua abrangência a isenção pode ser ampla ou restrita.
A isenção é ampla quando pretende alcançar todos os contribuintes de 
forma indiscriminada, prevalecendo, portanto, em todo o território da 
entidade tributante.
De outro lado, a isenção denomina-se 
restrita, ou regional, quando é limitada a determinada região da 
entidade tributante, em função de condições a ela peculiares (Artigo. 
176 do CTN, parágrafo único), visando a compensar desigualdades de 
condições geográficas entre as diversas regiões. Tendo esta finalidade a
isenção restrita não contraria o princípio da uniformidade geográfica 
da tributação federal (Artigo. 151, I, CF).   
1.1.4 Isenção geral e especial
No que tange à sua forma, a isenção pode ser de caráter geral ou especial (Artigo. 179 CTN).
A isenção de caráter geral quando concedida de forma indiscriminada a 
determinada categoria de contribuintes, pelo que a sua eficácia decorre 
simplesmente da lei, independendo, portanto, de ato ou de controle da 
administração. Se, no entanto, houver ato da administração deve ser 
entendido como tendo natureza meramente declaratória.
 Por outro 
lado, a isenção de caráter especial, ou particular, ou específica, 
refere-se ao contribuinte de forma individual, levando em conta 
determinadas condições previstas na lei que a concedeu. A eficácia de 
tal modalidade de isenção depende de requerimento do interessado perante
 a autoridade administrativa, provando prevalecer as condições fixadas 
em lei com o objetivo de obter despacho da autoridade, efetivando a 
isenção. (Artigo. 179 CTN).
O § 1° do artigo. 179 do CTN estatui
que o despacho que efetiva a isenção concedida em caráter individual 
não gera direito adquirido, podendo, portanto, ser reformado, de ofício,
se o beneficiado não atendia ou deixou de atender os requisitos da lei 
para sua concessão. Neste caso, aplica-se, quando cabível, o disposto no
artigo. 155, ou seja, cobrando-se o crédito acrescido de juros de mota: 
1. Com a imposição de penalidade cabível, se a reforma do despacho

decorrer de dolo, simulação ou fraude do beneficiado, ou de terceiro em 
benefício daquele; 
1. Sem imposição de penalidade, se a reforma do despacho não decorreu de má-fé do beneficiado pela isenção.

1.1.5 Isenção objetiva, subjetiva ou mista.
Quanto à razão de ser de sua concessão, a isenção pode se objetiva, subjetiva ou mista.
Dá-se a isenção objetiva, ou real, quando o benefício é estipulado por lei em função exclusivamente da situação que constitua o fato gerador do tributo, pouco importando a pessoa do contribuinte.
A isenção é subjetiva, ou pessoal, quando concedida em função exclusivamente da pessoa do contribuinte fazendo-se, portanto, abstração da situação correspondente ao fato gerador.
1.2 A isenção só pode ser concedida por lei
O artigo. 176 do CTN prescreve que a isenção, ainda quando prevista em contrário, é sempre decorrente de lei que especifique as condições e requisitos exigidos para a sua concessão, os tributos a que se aplica, e, sendo o caso, o prazo de sua duração. O artigo. 150, § 6°, da CF revigorou o princípio da legalidade no caso ao exigir lei específica para a concessão da isenção, sem prejuízo do disposto no artigo. 155, §2°, XII, g, visando a combater as renúncias às receitas.	  
2. Anistia
O artigo. 175, II, do CTN, também considera a anistia como causa de exclusão do crédito tributário, regulando-as nos artigos 180 a 182.
O termo anistia é empregado no direito tributário com o mesmo significado da terminologia jurídico - penal, ou seja, perdão, esquecimento da infração punível, deixando, portanto, o anistiado de receber a penalidade.
Assim, podemos conceituar anistia como sendo a causa de exclusão crédito tributário estabelecida em lei específica que tem o condão de perdoar as infrações cometidas pelo contribuinte à legislação tributária, que ainda não foram conhecidas pelo Fisco, deixando autoridade administrativa de aplicar-lhe a penalidade cabível.
A anistia só atinge as penalidades porque o artigo 180 do CTN reza que a mesma abrange exclusivamente as infrações cometidas anteriormente à vigência da lei que a concede. Assim, o temo "exclusivamente" tem o sentido de precisar que a anistia só diz respeito às infrações cometidas à legislação tributária, não alcançando a obrigação do contribuinte de pagar o tributo.
O artigo 180 do CTN estabelece que a anistia não se aplica: 
1. Aos atos qualificados em lei como crimes e contravenções e aos que,

mesmo sem essa qualificação, sejam praticados com dolo, fraude ou 
simulação pelo sujeito passivo ou terceiro em benefício daquele;
b) salvo disposição em contrário, às infrações resultantes de conluio entre duas ou mais pessoas naturais ou jurídicas.
Somente a lei formal pode conceder anistia e deve emanar do ente 
político que tiver competência para instituir o tributo pertinente. 
Todavia, essa lei deve ser também específica, ou seja, deve fazer 
referência expressa aos casos que vai abranger, por exigência do Artigo 
150, § 6°, da CF, que veda, portanto, lei autorizativa de forma 
genérica, ou em branco, visando, assim, a combater a renúncia de 
receita.  
Artigo 181 - A anistia pode ser concedida:
I - em caráter geral;
II - limitadamente:
a) às infrações da legislação relativa a determinado tributo;
b)
```
às infrações punidas com penalidades pecuniárias até determinado 
```

montante, conjugadas ou não com penalidades de outra natureza;
c) a determinada região do território da entidade tributante, em função de condições a ela peculiares;
d)
```
sob condição do pagamento de tributo no prazo fixado pela lei que a 
```

conceder, ou cuja fixação seja atribuída pela mesma lei à autoridade 
administrativa.

## Certidões negativas
A lei poderá exigir que a prova da quitação de determinado tributo, quando exigível, seja feita por certidão negativa, expedida à vista de requerimento do interessado, que contenha todas as informações necessárias à identificação de sua pessoa, domicílio fiscal e ramo de negócio ou atividade e indique o período a que se refere o pedido. A certidão negativa é assim chamada porque comprova que o contribuinte não deve. 
No entanto, uma certidão de que conste a existência de créditos não vencidos, em curso de cobrança executiva em que tenha sido efetivada a penhora, ou cuja exigibilidade esteja suspensa, tem os mesmos efeitos de uma certidão negativa. É a chamada certidão positiva com efeito de negativa, quer dizer que existe o débito mas eles estão de alguma maneira suspensos

## Medidas de Defesa do Crédito Tributário
No âmbito da administração pública federal, o Decreto n° 7.574, de 29 de setembro de 2011, dispõe sobre as Medidas de Defesa do Crédito Tributário:
a) arrolamento de bens e direitos para acompanhamento do patrimônio do sujeito passivo (previsto no art. 64 da Lei n° 9.532, de 10 de dezembro de 1997);
b) medida cautelar fiscal (prevista na Lei n° 8.397, de 6 de janeiro de 1992,  com redação dada pela  Lei n° 9.532. de 10 de dezembro de 1997);
c) medida cautelar fiscal preparatória (prevista no artigo 11 da Lei n° 8.397, de 6 de janeiro de 1992).
A Instrução Normativa da Secretaria da Receita Federal do Brasil (RFB) n° 1565, de 11 de maio de 2015, estabelece os procedimentos para o arrolamento de bens e direitos e representação para propositura de medida cautelar fiscal